# Liga Colombiana de Béisbol Profesional 2016-17
La Liga Colombiana de Béisbol Profesional 2016-17, por motivos de patrocinio Copa Claro Sports de Béisbol 2016-2017, fue la 41° edición del béisbol invernal en Colombia.
Se inició el 4 de noviembre de 2016, su principal novedad fue el regreso del equipo Indios de Cartagena, que disputará el torneo reemplazando a Tigres de Cartagena. El campeón disputará la Serie Latinoamericana 2017 en representación de Colombia en Montería.

## Sistema de juego
La primera fase llamada temporada regular la jugarán los cuatro equipos inscritos entre sí, disputando 42
juegos, 21 de local y 21 de visitante. Luego se jugará un Pre-Play Off en donde se enfrentaran el segundo y el tercero de la tabla de posiciones de la fase regular, el ganador de esta serie, será el equipo que gane 3 de 5 juegos. La final la disputarán el primero de la tabla de posiciones de la fase regular y el ganador del Pre-Play Off, se coronaría como campeón al equipo que gane 4 de 7 juegos.

## Equipos participantes
| Equipo                   | Fundación | Entrenador      | Ciudad/Municipio | Estadio                     | Aforo  | Patrocinador Principal |
| ------------------------ | --------- | --------------- | ---------------- | --------------------------- | ------ | ---------------------- |
| Caimanes de Barranquilla | 1984      | Néstor Corredor | Barranquilla     | Estadio 3 de Mayo de Lorica | 5.000  | Grupo Olímpica         |
| Indios de Cartagena      | 1948      | Jolbert Cabrera | Cartagena        | Estadio Once de Noviembre   | 12 000 | Claro                  |
| Leones de Montería       | 2003      | Bencid Gustavo  | Montería         | Estadio 18 de Junio         | 11 000 | Comfacor               |
| Sucre Toros de Sincelejo | 2003      | Eddie Dennis    | Sincelejo        | Estadio 20 de Enero         | 10 000 | Coca-Cola              |

### Cambio de entrenadores
| Equipo             | Entrenador saliente | Fecha de salida         | Reemplazado por | Fecha de llegada        |
| ------------------ | ------------------- | ----------------------- | --------------- | ----------------------- |
| Leones de Montería | Bencid Gustavo      | 15 de noviembre de 2016 | Jair Fernández  | 16 de diciembre de 2016 |

## Temporada regular
Desde el 4 de noviembre del 2016 hasta el enero del 2017.

### Posiciones
| Pos | Equipo                   | J  | V  | D  | Avg   | PD  | Local | Visita |
| --- | ------------------------ | -- | -- | -- | ----- | --- | ----- | ------ |
| 1.  | Toros de Sincelejo       | 42 | 23 | 19 | 0.547 | --  | 14-8  | 9-11   |
| 2.  | Leones de Montería       | 41 | 22 | 19 | 0.536 | 0.5 | 10-9  | 12-10  |
| 3.  | Caimanes de Barranquilla | 42 | 22 | 20 | 0.524 | 1.0 | 14-7  | 8-13   |
| 4.  | Indios de Cartagena      | 41 | 16 | 25 | 0.390 | 6.5 | 11-9  | 5-16   |

|  |                                        |
|  | Clasificado a la final del campeonato. |
|  | Clasificados al Pre-Play Off.          |

### Resultados
Se disputarán 42 juegos cada equipo a partir del 4 de noviembre del 2016 hasta el 5 de enero del 2017.
| Toros  | 0 : 2 | Leones | Estadio 18 de Junio, Montería  | 4 de noviembre | 19:00 |  |
| Leones | 2 : 1 | Toros  | Estadio 20 de Enero, Sincelejo | 5 de noviembre | 19:00 |  |
| Toros  | 9 : 4 | Leones | Estadio 18 de Junio, Montería  | 6 de noviembre | 18:00 |  |

| Indios   | 1 : 4 | Leones   | Estadio 18 de Junio, Montería  | 8 de noviembre  | 19:00 |  |
| Toros    | 3 : 5 | Caimanes | Estadio 3 de Mayo, Lorica      | 8 de noviembre  | 19:00 |  |
| Indios   | 1 : 6 | Leones   | Estadio 18 de Junio, Montería  | 9 de noviembre  | 19:00 |  |
| Caimanes | 3 : 4 | Toros    | Estadio 20 de Enero, Sincelejo | 9 de noviembre  | 19:00 |  |
| Indios   | 8 : 2 | Toros    | Estadio 20 de Enero, Sincelejo | 11 de noviembre | 19:00 |  |
| Caimanes | 9 : 0 | Leones   | Estadio 18 de Junio, Montería  | 11 de noviembre | 19:00 |  |
| Indios   | 7 : 3 | Toros    | Estadio 20 de Enero, Sincelejo | 12 de noviembre | 17:00 |  |
| Leones   | 4 : 0 | Caimanes | Estadio 3 de Mayo, Lorica      | 12 de noviembre | 17:00 |  |
| Caimanes | 2 : 0 | Leones   | Estadio 18 de Junio, Montería  | 13 de noviembre | 18:00 |  |

| Leones   | 0 : 3  | Indios   | Estadio Once de Noviembre, Cartagena | 16 de noviembre | 17:00 |  |
| Leones   | 2 : 1  | Indios   | Estadio Once de Noviembre, Cartagena | 16 de noviembre | 19:00 |  |
| Toros    | 9 : 4  | Caimanes | Estadio 3 de Mayo, Lorica            | 16 de noviembre | 19:00 |  |
| Caimanes | 1 : 4  | Toros    | Estadio 20 de Enero, Sincelejo       | 17 de noviembre | 19:00 |  |
| Leones   | 8 : 1  | Caimanes | Estadio 3 de Mayo, Lorica            | 18 de noviembre | 19:00 |  |
| Toros    | 14 : 6 | Indios   | Estadio Once de Noviembre, Cartagena | 18 de noviembre | 19:00 |  |
| Toros    | 6 : 3  | Indios   | Estadio Once de Noviembre, Cartagena | 19 de noviembre | 19:00 |  |
| Leones   | 8 : 1  | Caimanes | Estadio 3 de Mayo, Lorica            | 21 de noviembre | 19:00 |  |

| Caimanes | 4 : 3  | Indios   | Estadio 3 de Mayo, Lorica      | 22 de noviembre | 17:00 | Suspendido del 4-nov |
| Indios   | 8 : 2  | Caimanes | Estadio 3 de Mayo, Lorica      | 22 de noviembre | 19:00 |                      |
| Toros    | 2 : 3  | Leones   | Estadio 18 de Junio, Montería  | 22 de noviembre | 19:00 |                      |
| Indios   | 2 : 3  | Caimanes | Estadio 3 de Mayo, Lorica      | 23 de noviembre | 19:00 |                      |
| Leones   | 6 : 2  | Toros    | Estadio 20 de Enero, Sincelejo | 23 de noviembre | 19:00 |                      |
| Indios   | 1 : 10 | Leones   | Estadio 18 de Junio, Montería  | 25 de noviembre | 19:00 |                      |
| Toros    | 2 : 3  | Caimanes | Estadio 3 de Mayo, Lorica      | 25 de noviembre | 19:00 |                      |
| Caimanes | 0 : 8  | Toros    | Estadio 20 de Enero, Sincelejo | 26 de noviembre | 17:00 |                      |
| Indios   | 8 : 0  | Leones   | Estadio 18 de Junio, Montería  | 26 de noviembre | 18:00 |                      |
| Toros    | 3 : 5  | Caimanes | Estadio 3 de Mayo, Lorica      | 27 de noviembre | 17:00 |                      |
| Indios   | 6 : 8  | Leones   | Estadio 18 de Junio, Montería  | 27 de noviembre | 18:00 |                      |

| Caimanes | 0 : 2 | Indios | Estadio Once de Noviembre, Cartagena | 29 de noviembre | 17:00 | Suspendido del 5-nov |
| Caimanes | 6 : 0 | Indios | Estadio Once de Noviembre, Cartagena | 29 de noviembre | 19:00 |                      |
| Leones   | 1 : 8 | Toros  | Estadio 20 de Enero, Sincelejo       | 29 de noviembre | 19:00 |                      |
| Toros    | 3 : 1 | Leones | Estadio 18 de Junio, Montería        | 30 de noviembre | 19:00 |                      |

### Diciembre
| Caimanes | 3 : 6  | Toros    | Estadio 20 de Enero, Sincelejo       | 2 de diciembre | 19:00 |                    |
| Leones   | 1 : 9  | Indios   | Estadio Once de Noviembre, Cartagena | 3 de diciembre | 16:00 | Aplazado del 2-dic |
| Leones   | 0 : 1  | Indios   | Estadio Once de Noviembre, Cartagena | 3 de diciembre | 18:00 |                    |
| Caimanes | 2 : 3  | Toros    | Estadio 20 de Enero, Sincelejo       | 3 de diciembre | 17:00 |                    |
| Leones   | 5 : 10 | Indios   | Estadio Once de Noviembre, Cartagena | 4 de diciembre | 16:00 |                    |
| Toros    | 4 : 2  | Caimanes | Estadio 3 de Mayo, Lorica            | 4 de diciembre | 16:00 |                    |

| Leones   | 5 : 8 | Caimanes | Estadio 3 de Mayo, Lorica      | 6 de diciembre | 19:00 |                     |
| Indios   | 5 : 6 | Toros    | Estadio 20 de Enero, Sincelejo | 7 de diciembre | 17:00 | Aplazado del 13-nov |
| Indios   | 1 : 2 | Toros    | Estadio 20 de Enero, Sincelejo | 7 de diciembre | 19:00 |                     |
| Caimanes | 6 : 1 | Leones   | Estadio 18 de Junio, Montería  | 7 de diciembre | 19:00 |                     |

| Toros    | 4 : 5  | Indios   | Estadio Once de Noviembre, Cartagena | 13 de diciembre | 17:00 | Aplazado del 20-nov |
| Toros    | 3 : 4  | Indios   | Estadio Once de Noviembre, Cartagena | 13 de diciembre | 19:00 |                     |
| Caimanes | 2 : 3  | Leones   | Estadio 18 de Junio, Montería        | 13 de diciembre | 17:00 | Aplazado del 19-dic |
| Caimanes | 3 : 1  | Leones   | Estadio 18 de Junio, Montería        | 13 de diciembre | 19:00 |                     |
| Toros    | 3 : 4  | Indios   | Estadio Once de Noviembre, Cartagena | 14 de diciembre | 19:00 |                     |
| Leones   | 7 : 12 | Caimanes | Estadio 3 de Mayo, Lorica            | 14 de diciembre | 19:00 |                     |
| Leones   | 0 : 1  | Toros    | Estadio 20 de Enero, Sincelejo       | 16 de diciembre | 19:00 |                     |
| Indios   | 2 : 8  | Caimanes | Estadio 3 de Mayo, Lorica            | 16 de diciembre | 19:00 |                     |
| Indios   | 3 : 8  | Caimanes | Estadio 3 de Mayo, Lorica            | 17 de diciembre | 17:00 |                     |
| Toros    | 4 : 2  | Leones   | Estadio 18 de Junio, Montería        | 17 de diciembre | 18:00 |                     |
| Indios   | 6 : 9  | Caimanes | Estadio 3 de Mayo, Lorica            | 18 de diciembre | 16:00 |                     |
| Leones   | 8 : 0  | Toros    | Estadio 20 de Enero, Sincelejo       | 18 de diciembre | 17:00 |                     |

| Leones   | 4 : 2  | Indios   | Estadio Once de Noviembre, Cartagena | 20 de diciembre | 19:00 |                    |
| Toros    | 2 : 8  | Caimanes | Estadio 3 de Mayo, Lorica            | 20 de diciembre | 19:00 |                    |
| Leones   | 6 : 2  | Indios   | Estadio Once de Noviembre, Cartagena | 21 de diciembre | 19:00 |                    |
| Caimanes | 3 : 4  | Toros    | Estadio 20 de Enero, Sincelejo       | 21 de diciembre | 19:00 |                    |
| Caimanes | 4 : 0  | Indios   | Estadio Once de Noviembre, Cartagena | 22 de diciembre | 17:00 |                    |
| Caimanes | 10 : 0 | Indios   | Estadio Once de Noviembre, Cartagena | 22 de diciembre | 19:00 | Aplazado del 6-nov |
| Toros    | 4 : 9  | Leones   | Estadio 18 de Junio, Montería        | 22 de diciembre | 19:00 |                    |
| Caimanes | 3 : 2  | Indios   | Estadio Once de Noviembre, Cartagena | 23 de diciembre | 19:00 |                    |
| Leones   | 1 : 7  | Toros    | Estadio 20 de Enero, Sincelejo       | 23 de diciembre | 19:00 |                    |

| Indios   | 7 : 10 | Caimanes | Estadio 3 de Mayo, Lorica            | 26 de diciembre | 19:00 |                      |
| Toros    | 9 : 6  | Leones   | Estadio 18 de Junio, Montería        | 26 de diciembre | 19:00 |                      |
| Indios   | 4 : 15 | Caimanes | Estadio 3 de Mayo, Lorica            | 27 de diciembre | 19:00 |                      |
| Leones   | 6 : 0  | Toros    | Estadio 20 de Enero, Sincelejo       | 27 de diciembre | 19:00 |                      |
| Caimanes | 1 : 4  | Indios   | Estadio Once de Noviembre, Cartagena | 28 de diciembre | 17:00 | Aplazado del 30-nov  |
| Caimanes | 2 : 6  | Toros    | Estadio 20 de Enero, Sincelejo       | 29 de diciembre | 19:00 |                      |
| Indios   | 5 : 8  | Leones   | Estadio 18 de Junio, Montería        | 29 de diciembre | 19:00 |                      |
| Toros    | 2 : 5  | Caimanes | Estadio 3 de Mayo, Lorica            | 30 de diciembre | 19:00 |                      |
| Indios   | :      | Leones   | Estadio 18 de Junio, Montería        | 30 de diciembre | 19:00 | Cancelado por lluvia |

### Enero
| Toros    | 5 : 9 | Indios   | Estadio Once de Noviembre, Cartagena | 2 de enero     | 19:00 |                    |
| Caimanes | 3 : 6 | Leones   | Estadio 18 de Junio, Montería        | 2 de enero     | 19:00 |                    |
| Toros    | 9 : 0 | Indios   | Estadio Once de Noviembre, Cartagena | 3 de enero     | 19:00 |                    |
| Leones   | 7 : 2 | Caimanes | Estadio 3 de Mayo, Lorica            | 3 de enero     | 19:00 |                    |
| Indios   | 2 : 8 | Toros    | Estadio 20 de Enero, Sincelejo       | 4 de enero     | 17:00 |                    |
| Indios   | 4 : 3 | Toros    | Estadio 20 de Enero, Sincelejo       | 4 de enero     | 19:00 | Aplazado del 6-dic |
| Caimanes | 3 : 4 | Leones   | Estadio 18 de Junio, Montería        | 4 de enero     | 19:00 |                    |
| Indios   | 2 : 9 | Toros    | Estadio 20 de Enero, Sincelejo       | 5 de diciembre | 19:00 |                    |
| Leones   | 2 : 8 | Caimanes | Estadio 3 de Mayo, Lorica            | 5 de diciembre | 19:00 |                    |

### Resumen de las series
| Resumen de series        | Resumen de series  | Resumen de series | Resumen de series | Resumen de series | Resumen de series | Resumen de series | Resumen de series | Resumen de series | Resumen de series | Resumen de series | Resumen de series |
| Ganador                  | Series             | Res. Serie        | Juego 1           | Juego 2           | Juego 3           | Juego 4           | Juego 5           | Juego 6           | Juego 7           | Ciudad            |                   |
| ------------------------ | ------------------ | ----------------- | ----------------- | ----------------- | ----------------- | ----------------- | ----------------- | ----------------- | ----------------- | ----------------- | ----------------- |
| Indios (5 - 8) Leones    | Indios vs Leones   | 1 - 5             | 1 : 4             | 1 : 6             | 1 : 10            | 8 : 0             | 6 : 8             | 5 : 8             | :                 | Montería          |                   |
| Indios (5 - 8) Leones    | Leones vs Indios   | 3 - 4             | 0 : 3             | 2 : 1             | 1 : 9             | 0 : 1             | 5 : 10            | 4 : 2             | 6 : 2             | Cartagena         |                   |
| Caimanes (5 - 9) Toros   | Caimanes vs Toros  | 0 - 7             | 3 : 4             | 1 : 4             | 0 : 8             | 3 : 6             | 2 : 3             | 3 : 4             | 2 : 6             | Sincelejo         |                   |
| Caimanes (5 - 9) Toros   | Toros vs Caimanes  | 2 - 5             | 3 : 5             | 9 : 4             | 2 : 3             | 3 : 5             | 4 : 2             | 2 : 8             | 2 : 5             | Lorica            |                   |
| Toros (7 - 7) Indios     | Indios vs Toros    | 3 - 4             | 8 : 2             | 7 : 3             | 5 : 6             | 1 : 2             | 2 : 8             | 4 : 3             | 2 : 9             | Sincelejo         |                   |
| Toros (7 - 7) Indios     | Toros vs Indios    | 3 - 4             | 14 : 6            | 6 : 3             | 4 : 5             | 3 : 4             | 3 : 6             | 5 : 9             | 9 : 0             | Cartagena         |                   |
| Caimanes (7 - 7) Leones  | Leones vs Caimanes | 4 - 3             | 4 : 0             | 8 : 1             | 8 : 1             | 5 : 8             | 7 : 12            | 7 : 2             | 2 : 8             | Lorica            |                   |
| Caimanes (7 - 7) Leones  | Caimanes vs Leones | 4 - 3             | 9 : 0             | 2 : 0             | 6 : 1             | 2 : 3             | 3 : 1             | 3 : 6             | 3 : 4             | Montería          |                   |
| Leones (7 - 7) Toros     | Toros vs Leones    | 4 - 3             | 0 : 2             | 9 : 4             | 2 : 3             | 3 : 1             | 4 : 2             | 4 : 9             | 9 : 6             | Montería          |                   |
| Leones (7 - 7) Toros     | Leones vs Toros    | 4 - 3             | 2 : 1             | 6 : 2             | 1 : 8             | 0 : 1             | 8 : 0             | 1 : 7             | 6 : 0             | Sincelejo         |                   |
| Caimanes (10 - 4) Indios | Indios vs Caimanes | 1 - 6             | 8 : 2             | 2 : 3             | 2 : 8             | 3 : 8             | 6 : 9             | 7 : 10            | 4 : 10            | Lorica            |                   |
| Caimanes (10 - 4) Indios | Caimanes vs Indios | 4 - 3             | 4 : 3             | 0 : 2             | 6 : 0             | 0 : 4             | 10 : 0            | 3 : 2             | 1 : 4             | Cartagena         |                   |

|  | Juegos ganados por Indios   |
|  | Juegos ganados por Leones   |
|  | Juegos ganados por Toros    |
|  | Juegos ganados por Caimanes |

## Pre Play Off
Se jugará del 7 al 12 de enero del 2017 en cinco juegos entre el segundo y tercero de la fase regular. Todos los juegos de esta fase tendrán transmisión en vivo por Claro Sports.Caimanes de Barranquilla logró la clasificación a falta de 1 juego para terminar la temporada regular. Leones de Montería clasificó en el último juego del torneo tras caer contra Caimanes

### Desarrollo
El primer duelo fue ganado por Leones 2-1 en Montería en un juego que se definió en la parte baja de la novena entrada. Caimanes empató la serie luego de vencer 5-4, en este segundo juego inició ganando 3-0 sin embargo los locales remontarían a 3-4 y para definirse en el noveno episodio con dos carreras más para el visitante. Leones se iría nuevamente arriba en la serie 2-1 tras ganar 3 carreras por 1 en Lorica, para el cuarto juego los Caimanes empataron la serie luego de vencer con 5 home runs 11-2 a los monterianos obligando así un quinto juego para definir al finalista en Montería finalmente los Leones pasarían a la final venciendo 4-1.
| Juego 1, 7 de enero, 17:00 (UTC-5) | Leones de Montería | 2 – 1   | Caimanes de Barranquilla | Estadio Diechiocho de Junio, Montería |   |   |   |   |   |   |   |   |
| |                    | Reporte |                          |                                       |   |   |   |   |   |   |   |   |
| Detalle \| Equipo \| 1 \| 2 \| 3 \| 4 \| 5 \| 6 \| 7 \| 8 \| 9 \| C \| H \| E \| \| ------------------------ \| - \| - \| - \| - \| - \| - \| - \| - \| - \| - \| - \| - \| \| Caimanes de Barranquilla \| 0 \| 0 \| 0 \| 1 \| 0 \| 0 \| 0 \| 0 \| 0 \| 1 \| 7 \| 2 \| \| Leones de Montería \| 0 \| 0 \| 0 \| 1 \| 0 \| 0 \| 0 \| 0 \| 2 \| 2 \| 9 \| 2 \|LG: Wilfredo Ramírez LP: Luis Bastarde HRs: LEO – Andy Vásquez (1) Umpires: HP: Jean Torres, Estelio Lara, Anderson Valero, Emanuel Pérez Duración: 4h 35m |                    |         |                          |                                       |   |   |   |   |   |   |   |   |
| Equipo | 1                  | 2       | 3                        | 4                                     | 5 | 6 | 7 | 8 | 9 | C | H | E |
| Caimanes de Barranquilla | 0                  | 0       | 0                        | 1                                     | 0 | 0 | 0 | 0 | 0 | 1 | 7 | 2 |
| Leones de Montería | 0                  | 0       | 0                        | 1                                     | 0 | 0 | 0 | 0 | 2 | 2 | 9 | 2 |

| Equipo                   | 1 | 2 | 3 | 4 | 5 | 6 | 7 | 8 | 9 | C | H | E |
| ------------------------ | - | - | - | - | - | - | - | - | - | - | - | - |
| Caimanes de Barranquilla | 0 | 0 | 0 | 1 | 0 | 0 | 0 | 0 | 0 | 1 | 7 | 2 |
| Leones de Montería       | 0 | 0 | 0 | 1 | 0 | 0 | 0 | 0 | 2 | 2 | 9 | 2 |

| Juego 2, 8 de enero, 17:00 (UTC-5) | Leones de Montería | 4 – 5   | Caimanes de Barranquilla | Estadio Diechiocho de Junio, Montería |   |   |   |   |   |   |    |    |
| |                    | Reporte |                          |                                       |   |   |   |   |   |   |    |    |
| Detalle \| Equipo \| 1 \| 2 \| 3 \| 4 \| 5 \| 6 \| 7 \| 8 \| 9 \| C \| H \| E \| \| ------------------------ \| - \| - \| - \| - \| - \| - \| - \| - \| - \| - \| -- \| -- \| \| Caimanes de Barranquilla \| 2 \| 1 \| 0 \| 0 \| 0 \| 0 \| 0 \| 0 \| 2 \| 5 \| 13 \| 22 \| \| Leones de Montería \| 0 \| 0 \| 0 \| 1 \| 0 \| 0 \| 1 \| 2 \| 0 \| 4 \| 8 \| 2 \|LG: Francisco Carrillo LP: Angel Tovar SV: Angel Vilchez Umpires: HP: Estelio Lara, Anderson Valero, Emanuel Pérez, Jean Torres Duración: 3h 29m |                    |         |                          |                                       |   |   |   |   |   |   |    |    |
| Equipo | 1                  | 2       | 3                        | 4                                     | 5 | 6 | 7 | 8 | 9 | C | H  | E  |
| Caimanes de Barranquilla | 2                  | 1       | 0                        | 0                                     | 0 | 0 | 0 | 0 | 2 | 5 | 13 | 22 |
| Leones de Montería | 0                  | 0       | 0                        | 1                                     | 0 | 0 | 1 | 2 | 0 | 4 | 8  | 2  |

| Equipo                   | 1 | 2 | 3 | 4 | 5 | 6 | 7 | 8 | 9 | C | H  | E  |
| ------------------------ | - | - | - | - | - | - | - | - | - | - | -- | -- |
| Caimanes de Barranquilla | 2 | 1 | 0 | 0 | 0 | 0 | 0 | 0 | 2 | 5 | 13 | 22 |
| Leones de Montería       | 0 | 0 | 0 | 1 | 0 | 0 | 1 | 2 | 0 | 4 | 8  | 2  |

| Juego 3, 10 de enero, 19:00 (UTC-5) | Caimanes de Barranquilla | 4 – 5   | Leones de Montería | Estadio Tres de Mayo, Lorica |   |   |   |   |   |   |   |   |
| |                          | Reporte |                    |                              |   |   |   |   |   |   |   |   |
| Detalle \| Equipo \| 1 \| 2 \| 3 \| 4 \| 5 \| 6 \| 7 \| 8 \| 9 \| C \| H \| E \| \| ------------------------ \| - \| - \| - \| - \| - \| - \| - \| - \| - \| - \| - \| - \| \| Leones de Montería \| 0 \| 0 \| 0 \| 0 \| 3 \| 0 \| 0 \| 0 \| 0 \| 3 \| 7 \| 1 \| \| Caimanes de Barranquilla \| 1 \| 0 \| 0 \| 0 \| 0 \| 0 \| 0 \| 0 \| 0 \| 1 \| 6 \| 0 \|LG: Charle Rosario LP: Jackson Solarte SV: Ernesto Frieri Umpires: HP: Anderson Valero, Emanuel Pérez, Jean Torres, Estelio Lara Duración: 3h 27m |                          |         |                    |                              |   |   |   |   |   |   |   |   |
| Equipo | 1                        | 2       | 3                  | 4                            | 5 | 6 | 7 | 8 | 9 | C | H | E |
| Leones de Montería | 0                        | 0       | 0                  | 0                            | 3 | 0 | 0 | 0 | 0 | 3 | 7 | 1 |
| Caimanes de Barranquilla | 1                        | 0       | 0                  | 0                            | 0 | 0 | 0 | 0 | 0 | 1 | 6 | 0 |

| Equipo                   | 1 | 2 | 3 | 4 | 5 | 6 | 7 | 8 | 9 | C | H | E |
| ------------------------ | - | - | - | - | - | - | - | - | - | - | - | - |
| Leones de Montería       | 0 | 0 | 0 | 0 | 3 | 0 | 0 | 0 | 0 | 3 | 7 | 1 |
| Caimanes de Barranquilla | 1 | 0 | 0 | 0 | 0 | 0 | 0 | 0 | 0 | 1 | 6 | 0 |

| Juego 4, 11 de enero, 19:00 (UTC-5) | Caimanes de Barranquilla | 11 – 2  | Leones de Montería | Estadio Tres de Mayo, Lorica |   |   |   |   |   |    |    |   |
| |                          | Reporte |                    |                              |   |   |   |   |   |    |    |   |
| Detalle \| Equipo \| 1 \| 2 \| 3 \| 4 \| 5 \| 6 \| 7 \| 8 \| 9 \| C \| H \| E \| \| ------------------------ \| - \| - \| - \| - \| - \| - \| - \| - \| - \| -- \| -- \| - \| \| Leones de Montería \| 0 \| 0 \| 0 \| 1 \| 0 \| 0 \| 1 \| 0 \| 0 \| 2 \| 9 \| 0 \| \| Caimanes de Barranquilla \| 5 \| 2 \| 0 \| 4 \| 0 \| 0 \| 0 \| 0 \| X \| 11 \| 19 \| 1 \|LG: Anthony Vizcaya LP: Noel Argüelles HRs: LEO – Adrian Sánchez (1); Jordan Díaz (1) CAI – Josmar Cordero (1); Jhonatan Lozada (1); Jhoan Ureña (1); Steve Brown (1) Umpires: HP: Emanuel Pérez, Jean Torres, Estelio Lara, Anderson Valero Duración: 2h 40m |                          |         |                    |                              |   |   |   |   |   |    |    |   |
| Equipo | 1                        | 2       | 3                  | 4                            | 5 | 6 | 7 | 8 | 9 | C  | H  | E |
| Leones de Montería | 0                        | 0       | 0                  | 1                            | 0 | 0 | 1 | 0 | 0 | 2  | 9  | 0 |
| Caimanes de Barranquilla | 5                        | 2       | 0                  | 4                            | 0 | 0 | 0 | 0 | X | 11 | 19 | 1 |

| Equipo                   | 1 | 2 | 3 | 4 | 5 | 6 | 7 | 8 | 9 | C  | H  | E |
| ------------------------ | - | - | - | - | - | - | - | - | - | -- | -- | - |
| Leones de Montería       | 0 | 0 | 0 | 1 | 0 | 0 | 1 | 0 | 0 | 2  | 9  | 0 |
| Caimanes de Barranquilla | 5 | 2 | 0 | 4 | 0 | 0 | 0 | 0 | X | 11 | 19 | 1 |

| Juego 5, 12 de enero, 19:00 (UTC-5) | Leones de Montería | 4 – 1   | Caimanes de Barranquilla | Estadio Diechiocho de Junio, Montería |   |   |   |   |   |   |   |   |
| |                    | Reporte |                          |                                       |   |   |   |   |   |   |   |   |
| Detalle \| Equipo \| 1 \| 2 \| 3 \| 4 \| 5 \| 6 \| 7 \| 8 \| 9 \| C \| H \| E \| \| ------------------------ \| - \| - \| - \| - \| - \| - \| - \| - \| - \| - \| - \| - \| \| Caimanes de Barranquilla \| 0 \| 0 \| 0 \| 0 \| 0 \| 1 \| 0 \| 0 \| 0 \| 1 \| 8 \| 2 \| \| Leones de Montería \| 0 \| 0 \| 0 \| 1 \| 2 \| 0 \| 0 \| 1 \| X \| 4 \| 8 \| 2 \|LG: Javier Ortiz LP: Randy Consuegra SV: Ernesto Frieri HRs: LEO – Alejandro Villalobos (1) Umpires: HP: Jean Torres, Estelio Lara, Anderson Valero, Emanuel Pérez Duración: 3h 30m |                    |         |                          |                                       |   |   |   |   |   |   |   |   |
| Equipo | 1                  | 2       | 3                        | 4                                     | 5 | 6 | 7 | 8 | 9 | C | H | E |
| Caimanes de Barranquilla | 0                  | 0       | 0                        | 0                                     | 0 | 1 | 0 | 0 | 0 | 1 | 8 | 2 |
| Leones de Montería | 0                  | 0       | 0                        | 1                                     | 2 | 0 | 0 | 1 | X | 4 | 8 | 2 |

| Equipo                   | 1 | 2 | 3 | 4 | 5 | 6 | 7 | 8 | 9 | C | H | E |
| ------------------------ | - | - | - | - | - | - | - | - | - | - | - | - |
| Caimanes de Barranquilla | 0 | 0 | 0 | 0 | 0 | 1 | 0 | 0 | 0 | 1 | 8 | 2 |
| Leones de Montería       | 0 | 0 | 0 | 1 | 2 | 0 | 0 | 1 | X | 4 | 8 | 2 |

| Juego 1, 7 de enero, 17:00 (UTC-5) | Leones de Montería | 2 – 1   | Caimanes de Barranquilla | Estadio Diechiocho de Junio, Montería |   |   |   |   |   |   |   |   |
| |                    | Reporte |                          |                                       |   |   |   |   |   |   |   |   |
| Detalle \| Equipo \| 1 \| 2 \| 3 \| 4 \| 5 \| 6 \| 7 \| 8 \| 9 \| C \| H \| E \| \| ------------------------ \| - \| - \| - \| - \| - \| - \| - \| - \| - \| - \| - \| - \| \| Caimanes de Barranquilla \| 0 \| 0 \| 0 \| 1 \| 0 \| 0 \| 0 \| 0 \| 0 \| 1 \| 7 \| 2 \| \| Leones de Montería \| 0 \| 0 \| 0 \| 1 \| 0 \| 0 \| 0 \| 0 \| 2 \| 2 \| 9 \| 2 \|LG: Wilfredo Ramírez LP: Luis Bastarde HRs: LEO – Andy Vásquez (1) Umpires: HP: Jean Torres, Estelio Lara, Anderson Valero, Emanuel Pérez Duración: 4h 35m |                    |         |                          |                                       |   |   |   |   |   |   |   |   |
| Equipo | 1                  | 2       | 3                        | 4                                     | 5 | 6 | 7 | 8 | 9 | C | H | E |
| Caimanes de Barranquilla | 0                  | 0       | 0                        | 1                                     | 0 | 0 | 0 | 0 | 0 | 1 | 7 | 2 |
| Leones de Montería | 0                  | 0       | 0                        | 1                                     | 0 | 0 | 0 | 0 | 2 | 2 | 9 | 2 |

| Equipo                   | 1 | 2 | 3 | 4 | 5 | 6 | 7 | 8 | 9 | C | H | E |
| ------------------------ | - | - | - | - | - | - | - | - | - | - | - | - |
| Caimanes de Barranquilla | 0 | 0 | 0 | 1 | 0 | 0 | 0 | 0 | 0 | 1 | 7 | 2 |
| Leones de Montería       | 0 | 0 | 0 | 1 | 0 | 0 | 0 | 0 | 2 | 2 | 9 | 2 |

| Juego 2, 8 de enero, 17:00 (UTC-5) | Leones de Montería | 4 – 5   | Caimanes de Barranquilla | Estadio Diechiocho de Junio, Montería |   |   |   |   |   |   |    |    |
| |                    | Reporte |                          |                                       |   |   |   |   |   |   |    |    |
| Detalle \| Equipo \| 1 \| 2 \| 3 \| 4 \| 5 \| 6 \| 7 \| 8 \| 9 \| C \| H \| E \| \| ------------------------ \| - \| - \| - \| - \| - \| - \| - \| - \| - \| - \| -- \| -- \| \| Caimanes de Barranquilla \| 2 \| 1 \| 0 \| 0 \| 0 \| 0 \| 0 \| 0 \| 2 \| 5 \| 13 \| 22 \| \| Leones de Montería \| 0 \| 0 \| 0 \| 1 \| 0 \| 0 \| 1 \| 2 \| 0 \| 4 \| 8 \| 2 \|LG: Francisco Carrillo LP: Angel Tovar SV: Angel Vilchez Umpires: HP: Estelio Lara, Anderson Valero, Emanuel Pérez, Jean Torres Duración: 3h 29m |                    |         |                          |                                       |   |   |   |   |   |   |    |    |
| Equipo | 1                  | 2       | 3                        | 4                                     | 5 | 6 | 7 | 8 | 9 | C | H  | E  |
| Caimanes de Barranquilla | 2                  | 1       | 0                        | 0                                     | 0 | 0 | 0 | 0 | 2 | 5 | 13 | 22 |
| Leones de Montería | 0                  | 0       | 0                        | 1                                     | 0 | 0 | 1 | 2 | 0 | 4 | 8  | 2  |

| Equipo                   | 1 | 2 | 3 | 4 | 5 | 6 | 7 | 8 | 9 | C | H  | E  |
| ------------------------ | - | - | - | - | - | - | - | - | - | - | -- | -- |
| Caimanes de Barranquilla | 2 | 1 | 0 | 0 | 0 | 0 | 0 | 0 | 2 | 5 | 13 | 22 |
| Leones de Montería       | 0 | 0 | 0 | 1 | 0 | 0 | 1 | 2 | 0 | 4 | 8  | 2  |

| Juego 3, 10 de enero, 19:00 (UTC-5) | Caimanes de Barranquilla | 4 – 5   | Leones de Montería | Estadio Tres de Mayo, Lorica |   |   |   |   |   |   |   |   |
| |                          | Reporte |                    |                              |   |   |   |   |   |   |   |   |
| Detalle \| Equipo \| 1 \| 2 \| 3 \| 4 \| 5 \| 6 \| 7 \| 8 \| 9 \| C \| H \| E \| \| ------------------------ \| - \| - \| - \| - \| - \| - \| - \| - \| - \| - \| - \| - \| \| Leones de Montería \| 0 \| 0 \| 0 \| 0 \| 3 \| 0 \| 0 \| 0 \| 0 \| 3 \| 7 \| 1 \| \| Caimanes de Barranquilla \| 1 \| 0 \| 0 \| 0 \| 0 \| 0 \| 0 \| 0 \| 0 \| 1 \| 6 \| 0 \|LG: Charle Rosario LP: Jackson Solarte SV: Ernesto Frieri Umpires: HP: Anderson Valero, Emanuel Pérez, Jean Torres, Estelio Lara Duración: 3h 27m |                          |         |                    |                              |   |   |   |   |   |   |   |   |
| Equipo | 1                        | 2       | 3                  | 4                            | 5 | 6 | 7 | 8 | 9 | C | H | E |
| Leones de Montería | 0                        | 0       | 0                  | 0                            | 3 | 0 | 0 | 0 | 0 | 3 | 7 | 1 |
| Caimanes de Barranquilla | 1                        | 0       | 0                  | 0                            | 0 | 0 | 0 | 0 | 0 | 1 | 6 | 0 |

| Equipo                   | 1 | 2 | 3 | 4 | 5 | 6 | 7 | 8 | 9 | C | H | E |
| ------------------------ | - | - | - | - | - | - | - | - | - | - | - | - |
| Leones de Montería       | 0 | 0 | 0 | 0 | 3 | 0 | 0 | 0 | 0 | 3 | 7 | 1 |
| Caimanes de Barranquilla | 1 | 0 | 0 | 0 | 0 | 0 | 0 | 0 | 0 | 1 | 6 | 0 |

| Juego 4, 11 de enero, 19:00 (UTC-5) | Caimanes de Barranquilla | 11 – 2  | Leones de Montería | Estadio Tres de Mayo, Lorica |   |   |   |   |   |    |    |   |
| |                          | Reporte |                    |                              |   |   |   |   |   |    |    |   |
| Detalle \| Equipo \| 1 \| 2 \| 3 \| 4 \| 5 \| 6 \| 7 \| 8 \| 9 \| C \| H \| E \| \| ------------------------ \| - \| - \| - \| - \| - \| - \| - \| - \| - \| -- \| -- \| - \| \| Leones de Montería \| 0 \| 0 \| 0 \| 1 \| 0 \| 0 \| 1 \| 0 \| 0 \| 2 \| 9 \| 0 \| \| Caimanes de Barranquilla \| 5 \| 2 \| 0 \| 4 \| 0 \| 0 \| 0 \| 0 \| X \| 11 \| 19 \| 1 \|LG: Anthony Vizcaya LP: Noel Argüelles HRs: LEO – Adrian Sánchez (1); Jordan Díaz (1) CAI – Josmar Cordero (1); Jhonatan Lozada (1); Jhoan Ureña (1); Steve Brown (1) Umpires: HP: Emanuel Pérez, Jean Torres, Estelio Lara, Anderson Valero Duración: 2h 40m |                          |         |                    |                              |   |   |   |   |   |    |    |   |
| Equipo | 1                        | 2       | 3                  | 4                            | 5 | 6 | 7 | 8 | 9 | C  | H  | E |
| Leones de Montería | 0                        | 0       | 0                  | 1                            | 0 | 0 | 1 | 0 | 0 | 2  | 9  | 0 |
| Caimanes de Barranquilla | 5                        | 2       | 0                  | 4                            | 0 | 0 | 0 | 0 | X | 11 | 19 | 1 |

| Equipo                   | 1 | 2 | 3 | 4 | 5 | 6 | 7 | 8 | 9 | C  | H  | E |
| ------------------------ | - | - | - | - | - | - | - | - | - | -- | -- | - |
| Leones de Montería       | 0 | 0 | 0 | 1 | 0 | 0 | 1 | 0 | 0 | 2  | 9  | 0 |
| Caimanes de Barranquilla | 5 | 2 | 0 | 4 | 0 | 0 | 0 | 0 | X | 11 | 19 | 1 |

| Juego 5, 12 de enero, 19:00 (UTC-5) | Leones de Montería | 4 – 1   | Caimanes de Barranquilla | Estadio Diechiocho de Junio, Montería |   |   |   |   |   |   |   |   |
| |                    | Reporte |                          |                                       |   |   |   |   |   |   |   |   |
| Detalle \| Equipo \| 1 \| 2 \| 3 \| 4 \| 5 \| 6 \| 7 \| 8 \| 9 \| C \| H \| E \| \| ------------------------ \| - \| - \| - \| - \| - \| - \| - \| - \| - \| - \| - \| - \| \| Caimanes de Barranquilla \| 0 \| 0 \| 0 \| 0 \| 0 \| 1 \| 0 \| 0 \| 0 \| 1 \| 8 \| 2 \| \| Leones de Montería \| 0 \| 0 \| 0 \| 1 \| 2 \| 0 \| 0 \| 1 \| X \| 4 \| 8 \| 2 \|LG: Javier Ortiz LP: Randy Consuegra SV: Ernesto Frieri HRs: LEO – Alejandro Villalobos (1) Umpires: HP: Jean Torres, Estelio Lara, Anderson Valero, Emanuel Pérez Duración: 3h 30m |                    |         |                          |                                       |   |   |   |   |   |   |   |   |
| Equipo | 1                  | 2       | 3                        | 4                                     | 5 | 6 | 7 | 8 | 9 | C | H | E |
| Caimanes de Barranquilla | 0                  | 0       | 0                        | 0                                     | 0 | 1 | 0 | 0 | 0 | 1 | 8 | 2 |
| Leones de Montería | 0                  | 0       | 0                        | 1                                     | 2 | 0 | 0 | 1 | X | 4 | 8 | 2 |

| Equipo                   | 1 | 2 | 3 | 4 | 5 | 6 | 7 | 8 | 9 | C | H | E |
| ------------------------ | - | - | - | - | - | - | - | - | - | - | - | - |
| Caimanes de Barranquilla | 0 | 0 | 0 | 0 | 0 | 1 | 0 | 0 | 0 | 1 | 8 | 2 |
| Leones de Montería       | 0 | 0 | 0 | 1 | 2 | 0 | 0 | 1 | X | 4 | 8 | 2 |

## Play Off Final
Se disputará entre el ganador de la fase anterior y el líder de la fase regular. Programado a siete juegos entre el 14 y el 22 de enero de 2017. En el último juego de la temporada regular Toros de Sincelejo se clasificó a la final del torneo.

### Desarrollo Play Off Final
Inicialmente se jugaría el quinto juego en Montería y el sexto y séptimo juego en Sincelejo pero por petición de la alcaldía de Sincelejo, se modificó la programación cambiando el de localía los juegos quinto y sexto. En el primer juego Toros tomó ventaja ganando 3x0 en Sincelejo, en el segundo juego Leones reaccionó luego de ir 4x2 abajo remontando en el juego a 4x5 y empatando la serie final a un juego, en casa de los Leones la victoria sería para el local por 2-0 dando así vuelta a la serie final sobre Toros, el cuarto juego de la final y segundo en Montería dio la tercera victoria a Leones para dejar la serie 3-1 y a un juego de consagrarse los felinos nuevos campeones. De vuelta a Sincelejo los Toros vencieron 2-1 a Leones con anotación en la última entrada dejando la serie 3-2 y asegurando un sexto juego en la final. En el sexto juego finalmente Leones se consagró campeón venciendo 6-1 a Toros en Montería.
| Juego 1, 14 de enero, 17:00 (UTC-5) | Toros de Sincelejo | 3 – 0   | Leones de Montería | Estadio Veinte de Enero, Sincelejo |   |   |   |   |   |   |   |   |
| |                    | Reporte |                    |                                    |   |   |   |   |   |   |   |   |
| Detalle \| Equipo \| 1 \| 2 \| 3 \| 4 \| 5 \| 6 \| 7 \| 8 \| 9 \| C \| H \| E \| \| ------------------ \| - \| - \| - \| - \| - \| - \| - \| - \| - \| - \| - \| - \| \| Leones de Montería \| 0 \| 0 \| 0 \| 0 \| 0 \| 0 \| 0 \| 0 \| 0 \| 0 \| 4 \| 1 \| \| Toros de Sincelejo \| 0 \| 0 \| 0 \| 1 \| 1 \| 0 \| 0 \| 1 \| X \| 3 \| 8 \| 0 \|LG: Porfirio López LP: Deiber Sánchez SV: Yhonata Ortega HRs: TOR – Christian Correa 1 Umpires: HP: Estelio Lara, Jean Torres, Anderson Valero, Emanuel Pérez Duración: 2h 54m |                    |         |                    |                                    |   |   |   |   |   |   |   |   |
| Equipo | 1                  | 2       | 3                  | 4                                  | 5 | 6 | 7 | 8 | 9 | C | H | E |
| Leones de Montería | 0                  | 0       | 0                  | 0                                  | 0 | 0 | 0 | 0 | 0 | 0 | 4 | 1 |
| Toros de Sincelejo | 0                  | 0       | 0                  | 1                                  | 1 | 0 | 0 | 1 | X | 3 | 8 | 0 |

| Equipo             | 1 | 2 | 3 | 4 | 5 | 6 | 7 | 8 | 9 | C | H | E |
| ------------------ | - | - | - | - | - | - | - | - | - | - | - | - |
| Leones de Montería | 0 | 0 | 0 | 0 | 0 | 0 | 0 | 0 | 0 | 0 | 4 | 1 |
| Toros de Sincelejo | 0 | 0 | 0 | 1 | 1 | 0 | 0 | 1 | X | 3 | 8 | 0 |

| Juego 2, 15 de enero, 17:00 (UTC-5) | Toros de Sincelejo | 4 – 5   | Leones de Montería | Estadio Veinte de Enero, Sincelejo |   |   |   |   |   |    |    |    |   |   |   |
| |                    | Reporte |                    |                                    |   |   |   |   |   |    |    |    |   |   |   |
| Detalle \| Equipo \| 1 \| 2 \| 3 \| 4 \| 5 \| 6 \| 7 \| 8 \| 9 \| 10 \| 11 \| 12 \| C \| H \| E \| \| ------------------ \| - \| - \| - \| - \| - \| - \| - \| - \| - \| -- \| -- \| -- \| - \| - \| - \| \| Leones de Montería \| 2 \| 1 \| 0 \| 1 \| 0 \| 0 \| 0 \| 0 \| 0 \| 0 \| 0 \| 1 \| 5 \| 0 \| 0 \| \| Toros de Sincelejo \| 0 \| 2 \| 0 \| 0 \| 0 \| 0 \| 0 \| 1 \| 1 \| 0 \| 0 \| 0 \| 4 \| 0 \| 0 \|LG: Angel Tovar LP: Yonatan Ortega HRs: LEO – Diover Ávila (1) TOR – Juan Ciriaco (1) Umpires: HP: Jean Torres, Anderson Valero, Emanuel Pérez, Estelio Lara Duración: 4h 6m |                    |         |                    |                                    |   |   |   |   |   |    |    |    |   |   |   |
| Equipo | 1                  | 2       | 3                  | 4                                  | 5 | 6 | 7 | 8 | 9 | 10 | 11 | 12 | C | H | E |
| Leones de Montería | 2                  | 1       | 0                  | 1                                  | 0 | 0 | 0 | 0 | 0 | 0  | 0  | 1  | 5 | 0 | 0 |
| Toros de Sincelejo | 0                  | 2       | 0                  | 0                                  | 0 | 0 | 0 | 1 | 1 | 0  | 0  | 0  | 4 | 0 | 0 |

| Equipo             | 1 | 2 | 3 | 4 | 5 | 6 | 7 | 8 | 9 | 10 | 11 | 12 | C | H | E |
| ------------------ | - | - | - | - | - | - | - | - | - | -- | -- | -- | - | - | - |
| Leones de Montería | 2 | 1 | 0 | 1 | 0 | 0 | 0 | 0 | 0 | 0  | 0  | 1  | 5 | 0 | 0 |
| Toros de Sincelejo | 0 | 2 | 0 | 0 | 0 | 0 | 0 | 1 | 1 | 0  | 0  | 0  | 4 | 0 | 0 |

| Juego 3, 17 de enero, 19:00 (UTC-5) | Leones de Montería | 2 – 0   | Toros de Sincelejo | Estadio Dieciocho de Junio, Montería |   |   |   |   |   |   |   |   |
| |                    | Reporte |                    |                                      |   |   |   |   |   |   |   |   |
| Detalle \| Equipo \| 1 \| 2 \| 3 \| 4 \| 5 \| 6 \| 7 \| 8 \| 9 \| C \| H \| E \| \| ------------------ \| - \| - \| - \| - \| - \| - \| - \| - \| - \| - \| - \| - \| \| Toros de Sincelejo \| 0 \| 0 \| 0 \| 0 \| 0 \| 0 \| 0 \| 0 \| 0 \| 0 \| 4 \| 0 \| \| Leones de Montería \| 0 \| 0 \| 0 \| 0 \| 0 \| 0 \| 1 \| 1 \| X \| 2 \| 4 \| 0 \|LG: Javier Ortiz LP: Yesid Salazar SV: Ernesto Frieri HRs: LEO – Andy Vásquez 1, Eudy Peña 1 Umpires: HP: Anderson Valero, Emanuel Pérez, Jean Torres, Estelio Lara Duración: 2h 5m |                    |         |                    |                                      |   |   |   |   |   |   |   |   |
| Equipo | 1                  | 2       | 3                  | 4                                    | 5 | 6 | 7 | 8 | 9 | C | H | E |
| Toros de Sincelejo | 0                  | 0       | 0                  | 0                                    | 0 | 0 | 0 | 0 | 0 | 0 | 4 | 0 |
| Leones de Montería | 0                  | 0       | 0                  | 0                                    | 0 | 0 | 1 | 1 | X | 2 | 4 | 0 |

| Equipo             | 1 | 2 | 3 | 4 | 5 | 6 | 7 | 8 | 9 | C | H | E |
| ------------------ | - | - | - | - | - | - | - | - | - | - | - | - |
| Toros de Sincelejo | 0 | 0 | 0 | 0 | 0 | 0 | 0 | 0 | 0 | 0 | 4 | 0 |
| Leones de Montería | 0 | 0 | 0 | 0 | 0 | 0 | 1 | 1 | X | 2 | 4 | 0 |

| Juego 4, 18 de enero, 19:00 (UTC-5) | Leones de Montería | 3 – 1   | Toros de Sincelejo | Estadio Dieciocho de Junio, Montería |   |   |   |   |   |   |   |   |
| |                    | Reporte |                    |                                      |   |   |   |   |   |   |   |   |
| Detalle \| Equipo \| 1 \| 2 \| 3 \| 4 \| 5 \| 6 \| 7 \| 8 \| 9 \| C \| H \| E \| \| ------------------ \| - \| - \| - \| - \| - \| - \| - \| - \| - \| - \| - \| - \| \| Toros de Sincelejo \| 1 \| 0 \| 0 \| 0 \| 0 \| 0 \| 0 \| 0 \| 0 \| 1 \| 2 \| 2 \| \| Leones de Montería \| 0 \| 0 \| 3 \| 0 \| 0 \| 0 \| 0 \| 0 \| X \| 3 \| 3 \| 3 \|LG: Wilfredo Ramírez Ortiz LP: José Calero SV: Karl L. Triana Umpires: HP: Emanuel Pérez, Jean Torres, Estelio Lara, Anderson Valero Duración: 2h 40m |                    |         |                    |                                      |   |   |   |   |   |   |   |   |
| Equipo | 1                  | 2       | 3                  | 4                                    | 5 | 6 | 7 | 8 | 9 | C | H | E |
| Toros de Sincelejo | 1                  | 0       | 0                  | 0                                    | 0 | 0 | 0 | 0 | 0 | 1 | 2 | 2 |
| Leones de Montería | 0                  | 0       | 3                  | 0                                    | 0 | 0 | 0 | 0 | X | 3 | 3 | 3 |

| Equipo             | 1 | 2 | 3 | 4 | 5 | 6 | 7 | 8 | 9 | C | H | E |
| ------------------ | - | - | - | - | - | - | - | - | - | - | - | - |
| Toros de Sincelejo | 1 | 0 | 0 | 0 | 0 | 0 | 0 | 0 | 0 | 1 | 2 | 2 |
| Leones de Montería | 0 | 0 | 3 | 0 | 0 | 0 | 0 | 0 | X | 3 | 3 | 3 |

| Juego 5, 19 de enero, 17:00 (UTC-5) | Toros de Sincelejo | 2 – 1   | Leones de Montería | Estadio Veinte de Enero, Sincelejo |   |   |   |   |   |   |   |   |
| |                    | Reporte |                    |                                    |   |   |   |   |   |   |   |   |
| Detalle \| Equipo \| 1 \| 2 \| 3 \| 4 \| 5 \| 6 \| 7 \| 8 \| 9 \| C \| H \| E \| \| ------------------ \| - \| - \| - \| - \| - \| - \| - \| - \| - \| - \| - \| - \| \| Leones de Montería \| 1 \| 0 \| 0 \| 0 \| 0 \| 0 \| 0 \| 0 \| 0 \| 1 \| 5 \| 0 \| \| Toros de Sincelejo \| 0 \| 0 \| 0 \| 0 \| 0 \| 0 \| 1 \| 0 \| 1 \| 2 \| 3 \| 1 \|LG: Yhonatan Ortega LP: Angel Tovar HRs: LEO – Diover Ávila (1) Umpires: HP: Estelio Lara, Jean Torres, Anderson Valero, Emanuel Pérez Duración: 2h 22m |                    |         |                    |                                    |   |   |   |   |   |   |   |   |
| Equipo | 1                  | 2       | 3                  | 4                                  | 5 | 6 | 7 | 8 | 9 | C | H | E |
| Leones de Montería | 1                  | 0       | 0                  | 0                                  | 0 | 0 | 0 | 0 | 0 | 1 | 5 | 0 |
| Toros de Sincelejo | 0                  | 0       | 0                  | 0                                  | 0 | 0 | 1 | 0 | 1 | 2 | 3 | 1 |

| Equipo             | 1 | 2 | 3 | 4 | 5 | 6 | 7 | 8 | 9 | C | H | E |
| ------------------ | - | - | - | - | - | - | - | - | - | - | - | - |
| Leones de Montería | 1 | 0 | 0 | 0 | 0 | 0 | 0 | 0 | 0 | 1 | 5 | 0 |
| Toros de Sincelejo | 0 | 0 | 0 | 0 | 0 | 0 | 1 | 0 | 1 | 2 | 3 | 1 |

| Juego 6, 21 de enero, 17:00 (UTC-5) | Leones de Montería | 6 – 1   | Toros de Sincelejo | Estadio Dieciocho de Junio, Montería |   |   |   |   |   |   |    |   |
| |                    | Reporte |                    |                                      |   |   |   |   |   |   |    |   |
| Detalle \| Equipo \| 1 \| 2 \| 3 \| 4 \| 5 \| 6 \| 7 \| 8 \| 9 \| C \| H \| E \| \| ------------------ \| - \| - \| - \| - \| - \| - \| - \| - \| - \| - \| -- \| - \| \| Toros de Sincelejo \| 0 \| 0 \| 1 \| 0 \| 0 \| 0 \| 0 \| 0 \| 0 \| 1 \| 5 \| 1 \| \| Leones de Montería \| 3 \| 1 \| 0 \| 0 \| 0 \| 0 \| 2 \| 0 \| X \| 6 \| 11 \| 1 \|LG: Javier Ortiz LP: Ronald Ramírez SV: Karl L. Triana HRs: LEO – Diover Ávila (1) Umpires: HP: Jean Torres, Anderson Valero, Emanuel Pérez, Estelio Lara Duración: 2h 40m |                    |         |                    |                                      |   |   |   |   |   |   |    |   |
| Equipo | 1                  | 2       | 3                  | 4                                    | 5 | 6 | 7 | 8 | 9 | C | H  | E |
| Toros de Sincelejo | 0                  | 0       | 1                  | 0                                    | 0 | 0 | 0 | 0 | 0 | 1 | 5  | 1 |
| Leones de Montería | 3                  | 1       | 0                  | 0                                    | 0 | 0 | 2 | 0 | X | 6 | 11 | 1 |

| Equipo             | 1 | 2 | 3 | 4 | 5 | 6 | 7 | 8 | 9 | C | H  | E |
| ------------------ | - | - | - | - | - | - | - | - | - | - | -- | - |
| Toros de Sincelejo | 0 | 0 | 1 | 0 | 0 | 0 | 0 | 0 | 0 | 1 | 5  | 1 |
| Leones de Montería | 3 | 1 | 0 | 0 | 0 | 0 | 2 | 0 | X | 6 | 11 | 1 |

| Juego 1, 14 de enero, 17:00 (UTC-5) | Toros de Sincelejo | 3 – 0   | Leones de Montería | Estadio Veinte de Enero, Sincelejo |   |   |   |   |   |   |   |   |
| |                    | Reporte |                    |                                    |   |   |   |   |   |   |   |   |
| Detalle \| Equipo \| 1 \| 2 \| 3 \| 4 \| 5 \| 6 \| 7 \| 8 \| 9 \| C \| H \| E \| \| ------------------ \| - \| - \| - \| - \| - \| - \| - \| - \| - \| - \| - \| - \| \| Leones de Montería \| 0 \| 0 \| 0 \| 0 \| 0 \| 0 \| 0 \| 0 \| 0 \| 0 \| 4 \| 1 \| \| Toros de Sincelejo \| 0 \| 0 \| 0 \| 1 \| 1 \| 0 \| 0 \| 1 \| X \| 3 \| 8 \| 0 \|LG: Porfirio López LP: Deiber Sánchez SV: Yhonata Ortega HRs: TOR – Christian Correa 1 Umpires: HP: Estelio Lara, Jean Torres, Anderson Valero, Emanuel Pérez Duración: 2h 54m |                    |         |                    |                                    |   |   |   |   |   |   |   |   |
| Equipo | 1                  | 2       | 3                  | 4                                  | 5 | 6 | 7 | 8 | 9 | C | H | E |
| Leones de Montería | 0                  | 0       | 0                  | 0                                  | 0 | 0 | 0 | 0 | 0 | 0 | 4 | 1 |
| Toros de Sincelejo | 0                  | 0       | 0                  | 1                                  | 1 | 0 | 0 | 1 | X | 3 | 8 | 0 |

| Equipo             | 1 | 2 | 3 | 4 | 5 | 6 | 7 | 8 | 9 | C | H | E |
| ------------------ | - | - | - | - | - | - | - | - | - | - | - | - |
| Leones de Montería | 0 | 0 | 0 | 0 | 0 | 0 | 0 | 0 | 0 | 0 | 4 | 1 |
| Toros de Sincelejo | 0 | 0 | 0 | 1 | 1 | 0 | 0 | 1 | X | 3 | 8 | 0 |

| Juego 2, 15 de enero, 17:00 (UTC-5) | Toros de Sincelejo | 4 – 5   | Leones de Montería | Estadio Veinte de Enero, Sincelejo |   |   |   |   |   |    |    |    |   |   |   |
| |                    | Reporte |                    |                                    |   |   |   |   |   |    |    |    |   |   |   |
| Detalle \| Equipo \| 1 \| 2 \| 3 \| 4 \| 5 \| 6 \| 7 \| 8 \| 9 \| 10 \| 11 \| 12 \| C \| H \| E \| \| ------------------ \| - \| - \| - \| - \| - \| - \| - \| - \| - \| -- \| -- \| -- \| - \| - \| - \| \| Leones de Montería \| 2 \| 1 \| 0 \| 1 \| 0 \| 0 \| 0 \| 0 \| 0 \| 0 \| 0 \| 1 \| 5 \| 0 \| 0 \| \| Toros de Sincelejo \| 0 \| 2 \| 0 \| 0 \| 0 \| 0 \| 0 \| 1 \| 1 \| 0 \| 0 \| 0 \| 4 \| 0 \| 0 \|LG: Angel Tovar LP: Yonatan Ortega HRs: LEO – Diover Ávila (1) TOR – Juan Ciriaco (1) Umpires: HP: Jean Torres, Anderson Valero, Emanuel Pérez, Estelio Lara Duración: 4h 6m |                    |         |                    |                                    |   |   |   |   |   |    |    |    |   |   |   |
| Equipo | 1                  | 2       | 3                  | 4                                  | 5 | 6 | 7 | 8 | 9 | 10 | 11 | 12 | C | H | E |
| Leones de Montería | 2                  | 1       | 0                  | 1                                  | 0 | 0 | 0 | 0 | 0 | 0  | 0  | 1  | 5 | 0 | 0 |
| Toros de Sincelejo | 0                  | 2       | 0                  | 0                                  | 0 | 0 | 0 | 1 | 1 | 0  | 0  | 0  | 4 | 0 | 0 |

| Equipo             | 1 | 2 | 3 | 4 | 5 | 6 | 7 | 8 | 9 | 10 | 11 | 12 | C | H | E |
| ------------------ | - | - | - | - | - | - | - | - | - | -- | -- | -- | - | - | - |
| Leones de Montería | 2 | 1 | 0 | 1 | 0 | 0 | 0 | 0 | 0 | 0  | 0  | 1  | 5 | 0 | 0 |
| Toros de Sincelejo | 0 | 2 | 0 | 0 | 0 | 0 | 0 | 1 | 1 | 0  | 0  | 0  | 4 | 0 | 0 |

| Juego 3, 17 de enero, 19:00 (UTC-5) | Leones de Montería | 2 – 0   | Toros de Sincelejo | Estadio Dieciocho de Junio, Montería |   |   |   |   |   |   |   |   |
| |                    | Reporte |                    |                                      |   |   |   |   |   |   |   |   |
| Detalle \| Equipo \| 1 \| 2 \| 3 \| 4 \| 5 \| 6 \| 7 \| 8 \| 9 \| C \| H \| E \| \| ------------------ \| - \| - \| - \| - \| - \| - \| - \| - \| - \| - \| - \| - \| \| Toros de Sincelejo \| 0 \| 0 \| 0 \| 0 \| 0 \| 0 \| 0 \| 0 \| 0 \| 0 \| 4 \| 0 \| \| Leones de Montería \| 0 \| 0 \| 0 \| 0 \| 0 \| 0 \| 1 \| 1 \| X \| 2 \| 4 \| 0 \|LG: Javier Ortiz LP: Yesid Salazar SV: Ernesto Frieri HRs: LEO – Andy Vásquez 1, Eudy Peña 1 Umpires: HP: Anderson Valero, Emanuel Pérez, Jean Torres, Estelio Lara Duración: 2h 5m |                    |         |                    |                                      |   |   |   |   |   |   |   |   |
| Equipo | 1                  | 2       | 3                  | 4                                    | 5 | 6 | 7 | 8 | 9 | C | H | E |
| Toros de Sincelejo | 0                  | 0       | 0                  | 0                                    | 0 | 0 | 0 | 0 | 0 | 0 | 4 | 0 |
| Leones de Montería | 0                  | 0       | 0                  | 0                                    | 0 | 0 | 1 | 1 | X | 2 | 4 | 0 |

| Equipo             | 1 | 2 | 3 | 4 | 5 | 6 | 7 | 8 | 9 | C | H | E |
| ------------------ | - | - | - | - | - | - | - | - | - | - | - | - |
| Toros de Sincelejo | 0 | 0 | 0 | 0 | 0 | 0 | 0 | 0 | 0 | 0 | 4 | 0 |
| Leones de Montería | 0 | 0 | 0 | 0 | 0 | 0 | 1 | 1 | X | 2 | 4 | 0 |

| Juego 4, 18 de enero, 19:00 (UTC-5) | Leones de Montería | 3 – 1   | Toros de Sincelejo | Estadio Dieciocho de Junio, Montería |   |   |   |   |   |   |   |   |
| |                    | Reporte |                    |                                      |   |   |   |   |   |   |   |   |
| Detalle \| Equipo \| 1 \| 2 \| 3 \| 4 \| 5 \| 6 \| 7 \| 8 \| 9 \| C \| H \| E \| \| ------------------ \| - \| - \| - \| - \| - \| - \| - \| - \| - \| - \| - \| - \| \| Toros de Sincelejo \| 1 \| 0 \| 0 \| 0 \| 0 \| 0 \| 0 \| 0 \| 0 \| 1 \| 2 \| 2 \| \| Leones de Montería \| 0 \| 0 \| 3 \| 0 \| 0 \| 0 \| 0 \| 0 \| X \| 3 \| 3 \| 3 \|LG: Wilfredo Ramírez Ortiz LP: José Calero SV: Karl L. Triana Umpires: HP: Emanuel Pérez, Jean Torres, Estelio Lara, Anderson Valero Duración: 2h 40m |                    |         |                    |                                      |   |   |   |   |   |   |   |   |
| Equipo | 1                  | 2       | 3                  | 4                                    | 5 | 6 | 7 | 8 | 9 | C | H | E |
| Toros de Sincelejo | 1                  | 0       | 0                  | 0                                    | 0 | 0 | 0 | 0 | 0 | 1 | 2 | 2 |
| Leones de Montería | 0                  | 0       | 3                  | 0                                    | 0 | 0 | 0 | 0 | X | 3 | 3 | 3 |

| Equipo             | 1 | 2 | 3 | 4 | 5 | 6 | 7 | 8 | 9 | C | H | E |
| ------------------ | - | - | - | - | - | - | - | - | - | - | - | - |
| Toros de Sincelejo | 1 | 0 | 0 | 0 | 0 | 0 | 0 | 0 | 0 | 1 | 2 | 2 |
| Leones de Montería | 0 | 0 | 3 | 0 | 0 | 0 | 0 | 0 | X | 3 | 3 | 3 |

| Juego 5, 19 de enero, 17:00 (UTC-5) | Toros de Sincelejo | 2 – 1   | Leones de Montería | Estadio Veinte de Enero, Sincelejo |   |   |   |   |   |   |   |   |
| |                    | Reporte |                    |                                    |   |   |   |   |   |   |   |   |
| Detalle \| Equipo \| 1 \| 2 \| 3 \| 4 \| 5 \| 6 \| 7 \| 8 \| 9 \| C \| H \| E \| \| ------------------ \| - \| - \| - \| - \| - \| - \| - \| - \| - \| - \| - \| - \| \| Leones de Montería \| 1 \| 0 \| 0 \| 0 \| 0 \| 0 \| 0 \| 0 \| 0 \| 1 \| 5 \| 0 \| \| Toros de Sincelejo \| 0 \| 0 \| 0 \| 0 \| 0 \| 0 \| 1 \| 0 \| 1 \| 2 \| 3 \| 1 \|LG: Yhonatan Ortega LP: Angel Tovar HRs: LEO – Diover Ávila (1) Umpires: HP: Estelio Lara, Jean Torres, Anderson Valero, Emanuel Pérez Duración: 2h 22m |                    |         |                    |                                    |   |   |   |   |   |   |   |   |
| Equipo | 1                  | 2       | 3                  | 4                                  | 5 | 6 | 7 | 8 | 9 | C | H | E |
| Leones de Montería | 1                  | 0       | 0                  | 0                                  | 0 | 0 | 0 | 0 | 0 | 1 | 5 | 0 |
| Toros de Sincelejo | 0                  | 0       | 0                  | 0                                  | 0 | 0 | 1 | 0 | 1 | 2 | 3 | 1 |

| Equipo             | 1 | 2 | 3 | 4 | 5 | 6 | 7 | 8 | 9 | C | H | E |
| ------------------ | - | - | - | - | - | - | - | - | - | - | - | - |
| Leones de Montería | 1 | 0 | 0 | 0 | 0 | 0 | 0 | 0 | 0 | 1 | 5 | 0 |
| Toros de Sincelejo | 0 | 0 | 0 | 0 | 0 | 0 | 1 | 0 | 1 | 2 | 3 | 1 |

| Juego 6, 21 de enero, 17:00 (UTC-5) | Leones de Montería | 6 – 1   | Toros de Sincelejo | Estadio Dieciocho de Junio, Montería |   |   |   |   |   |   |    |   |
| |                    | Reporte |                    |                                      |   |   |   |   |   |   |    |   |
| Detalle \| Equipo \| 1 \| 2 \| 3 \| 4 \| 5 \| 6 \| 7 \| 8 \| 9 \| C \| H \| E \| \| ------------------ \| - \| - \| - \| - \| - \| - \| - \| - \| - \| - \| -- \| - \| \| Toros de Sincelejo \| 0 \| 0 \| 1 \| 0 \| 0 \| 0 \| 0 \| 0 \| 0 \| 1 \| 5 \| 1 \| \| Leones de Montería \| 3 \| 1 \| 0 \| 0 \| 0 \| 0 \| 2 \| 0 \| X \| 6 \| 11 \| 1 \|LG: Javier Ortiz LP: Ronald Ramírez SV: Karl L. Triana HRs: LEO – Diover Ávila (1) Umpires: HP: Jean Torres, Anderson Valero, Emanuel Pérez, Estelio Lara Duración: 2h 40m |                    |         |                    |                                      |   |   |   |   |   |   |    |   |
| Equipo | 1                  | 2       | 3                  | 4                                    | 5 | 6 | 7 | 8 | 9 | C | H  | E |
| Toros de Sincelejo | 0                  | 0       | 1                  | 0                                    | 0 | 0 | 0 | 0 | 0 | 1 | 5  | 1 |
| Leones de Montería | 3                  | 1       | 0                  | 0                                    | 0 | 0 | 2 | 0 | X | 6 | 11 | 1 |

| Equipo             | 1 | 2 | 3 | 4 | 5 | 6 | 7 | 8 | 9 | C | H  | E |
| ------------------ | - | - | - | - | - | - | - | - | - | - | -- | - |
| Toros de Sincelejo | 0 | 0 | 1 | 0 | 0 | 0 | 0 | 0 | 0 | 1 | 5  | 1 |
| Leones de Montería | 3 | 1 | 0 | 0 | 0 | 0 | 2 | 0 | X | 6 | 11 | 1 |

|                                           |
| Campeón Leones de Montería Segundo título |

## Los mejores
Temporada regular actualizada al 5 de enero 

### Bateadores
| Promedio de bateo (BA) | Promedio de bateo (BA) | Promedio de bateo (BA) |
| ---------------------- | ---------------------- | ---------------------- |
| 1                      | Sneider Batista (TOR)  | .336                   |
| 2                      | Ismael Castro (IND)    | .327                   |
| 3                      | Efraín Contreras (CAI) | .324                   |
| 4                      | Manuel Joseph (TOR)    | .321                   |
| 5                      | Gerson Montilla (CAI)  | .313                   |

| Carreras anotadas (R) | Carreras anotadas (R) | Carreras anotadas (R) |
| --------------------- | --------------------- | --------------------- |
| 1                     | Gerson Montilla (CAI) | 28                    |
| 2                     | Adrián Sánchez (LEO)  | 24                    |
| 3                     | Manuel Joseph         | 22                    |
| 4                     | Jhonatan Lozada (IND) | 22                    |
| 5                     | Grenny Cumana (TOR)   | 21                    |

| Carreras impulsadas (RBI) | Carreras impulsadas (RBI) | Carreras impulsadas (RBI) |
| ------------------------- | ------------------------- | ------------------------- |
| 1                         | Manuel Joseph (TOR)       | 35                        |
| 2                         | Adrián Sánchez (LEO)      | 28                        |
| 3                         | Gerson Montilla (CAI)     | 27                        |
| 4                         | Jesús Posso (CAI)         | 20                        |
| 5                         | Eudy Piña (LEO)           | 19                        |

| Bases Robadas (SB) | Bases Robadas (SB)     | Bases Robadas (SB) |
| ------------------ | ---------------------- | ------------------ |
| 1                  | Manuel Joseph (TOR)    | 9                  |
| 2                  | Alonzo Harris (IND)    | 9                  |
| 3                  | Efraín Contreras (CAI) | 8                  |
| 4                  | Luis Aviles (CAI)      | 5                  |
| 5                  | Eudy Piña (LEO)        | 5                  |

| Jonrones (HR) | Jonrones (HR)         | Jonrones (HR) |
| ------------- | --------------------- | ------------- |
| 1             | Adrián Sánchez (LEO)  | 5             |
| 2             | Gerson Montilla (CAI) | 5             |
| 3             | Ismael Castro (IND)   | 5             |
| 4             | Steve Brown (CAI)     | 5             |
| 5             | Manuel Joseph (TOR)   | 4             |

| Hits (H) | Hits (H)               | Hits (H) |
| -------- | ---------------------- | -------- |
| 1        | Grenny Cumana (TOR)    | 52       |
| 2        | Manuel Joseph          | 50       |
| 3        | Gerson Montilla (CAI)  | 47       |
| 4        | Efraín Contreras (CAI) | 44       |
| 5        | Cristian Cano (TOR)    | 44       |

| Dobles (2B) | Dobles (2B)            | Dobles (2B) |
| ----------- | ---------------------- | ----------- |
| 1           | Gerson Montilla (CAI)  | 14          |
| 2           | Adrián Sánchez (LEO)   | 13          |
| 3           | Steve Brown (CAI)      | 12          |
| 4           | Manuel Joseph (TOR)    | 11          |
| 5           | Efraín Contreras (CAI) | 10          |

| Triples (3B) | Triples (3B)          | Triples (3B) |
| ------------ | --------------------- | ------------ |
| 1            | José Siri (IND)       | 3            |
| 2            | Luis Aviles (CAI)     | 2            |
| 3            | Charlie Mirabal (TOR) | 2            |
| 4            | Manuel Boscan (LEO)   | 1            |
| 5            | Alonzo Harris (IND)   | 1            |

### Lanzadores
| Juegos Ganados | Juegos Ganados        | Juegos Ganados |
| -------------- | --------------------- | -------------- |
| 1              | Javier Ortiz (LEO)    | 6-2 (.750)     |
| 2              | Porfirio López (TOR)  | 4-1 (.800)     |
| 3              | Ángel Vilchez (CAI)   | 4-2 (.667)     |
| 4              | Yordani Reinoso (LEO) | 4-3 (.571)     |
| 5              | Jacob Wagespack (TOR) | 4-3 (.571)     |

| Efectividad | Efectividad          | Efectividad |
| ----------- | -------------------- | ----------- |
| 1           | Javier Ortiz (LEO)   | 1.35        |
| 2           | Porfirio López (TOR) | 2.51        |
| 3           | Deiber Sánchez (LEO) | 3.18        |
| 4           | José Almirante (TOR) | 3.30        |
| 5           | Charle Rosario (LEO) | 3.60        |

| Ponches | Ponches               | Ponches |
| ------- | --------------------- | ------- |
| 1       | Porfirio López (TOR)  | 57      |
| 2       | José Almirante (TOR)  | 40      |
| 3       | Ramón Ulacio (CAI)    | 39      |
| 4       | Steve Borkowsky (IND) | 31      |
| 5       | Javier Ortiz (LEO)    | 30      |

| Juegos Salvados | Juegos Salvados          | Juegos Salvados |
| --------------- | ------------------------ | --------------- |
| 1               | Angel Tovar (LEO)        | 8               |
| 2               | Francisco Carrillo (CAI) | 7               |
| 3               | Carlos León (TOR)        | 7               |
| 4               | Ezequiel Zabaleta (IND)  | 3               |
| 5               | Ronald Ramírez (TOR)     | 1               |

### Los mejores de la semana
La Liga Colombiana de Béisbol Profesional premia a los mejores de la semana.
| Los mejores de la semana         | Los mejores de la semana | Los mejores de la semana |
| Jornada                          | Mejor lanzador           | Mejor bateador           |
| -------------------------------- | ------------------------ | ------------------------ |
| Semana 1 (7 al 11 de noviembre)  | Javier Ortiz (LEO)       | Gerson Montilla (CAI)    |
| Semana 2 (14 al 20 de noviembre) | Yordani Reinoso (LEO)    | Chace Numata (TOR)       |
| Semana 3 (22 al 27 de noviembre) | Karl Triana (LEO)        | José Siri (IND)          |
| Semana 4 (29 al 4 de diciembre)  | Jacob Waguespack (TOR)   | Joshua Tobias (TOR)      |
| Semana 6 (13 al 19 de diciembre) | Ángel Vilches (CAI)      | Steve Brown (CAI)        |
| Semana 7 (20 al 23 de diciembre) | Luis Yendis (CAI)        | Manuel Joseph (TOR)      |
| Semana 8 (20 al 23 de diciembre) | Tomas Cabaniel (TOR)     | Efraín Contreras (CAI)   |
| Semana 9 (2 al 5 de enero)       | Ángel Tovar (IND)        | Ismael Castro (LEO)      |

### Jugadores premiados
Estos fueron los premios entregados por Rawlings Gold Glove Awards a los mejores de la temporada.
| Categoría                   | Ganador         | Equipo   |
| --------------------------- | --------------- | -------- |
| Mejor Bateador              | Sneider Batista | Toros    |
| Líder de Carreras Empujadas | Manuel Joseph   | Toros    |
| Líder de Cuadrangulares     | Ismael Castro   | Indios   |
| Jugador más valioso         | Gerson Montilla | Caimanes |
| Mejor Lanzador              | Javir Ortiz     | Leones   |
| Mejor Receptor              | Jesús Posso     | Caimanes |
| Mejor 1° Base               | Luis Martínez   | Toros    |
| Mejor 2° Base               | Grenny Cumana   | Toros    |
| Mejor 3° Base               | Gerson Montilla | Caimanes |
| Mejor Short Stop            | Charlie Mirabal | Toros    |
| Mejor Letf field            | Diover Ávila    | Leones   |
| Mejor Center field          | Manuel Joseph   | Toros    |
| Mejor Rigth field           | Cristian Cano   | Toros    |
| Mánager del Año             | Eddy Dennis     | Toros    |
| Novato del Año              | Brayan Emery    | Indios   |